# Eupithecia decrepita
Eupithecia decrepita là một loài bướm đêm trong họ Geometridae.